# Taishō
L'Imperatore Taishō (大正天皇?, Taishō Tennō; Tokyo, 31 agosto 1879 – Hayama, 25 dicembre 1926) è stato il 123º imperatore del Giappone secondo il tradizionale ordine di successione. Il suo nome personale era Yoshihito (嘉仁?) e il suo titolo onorifico Principe Haru (明宮?, Haru-no-miya).
Taishō era il terzogenito dell'imperatore Meiji, al quale succedette nel 1912 dopo la sua morte. Ma, sofferente di disturbi mentali, era impossibilitato ad apparire in pubblico e non esercitò una significativa influenza sugli eventi del paese. Dal 1921 cedette la reggenza al primogenito Hirohito, futuro imperatore Shōwa, e visse appartato sino alla morte.

## Biografia

### Dall'infanzia all'ascesa al trono

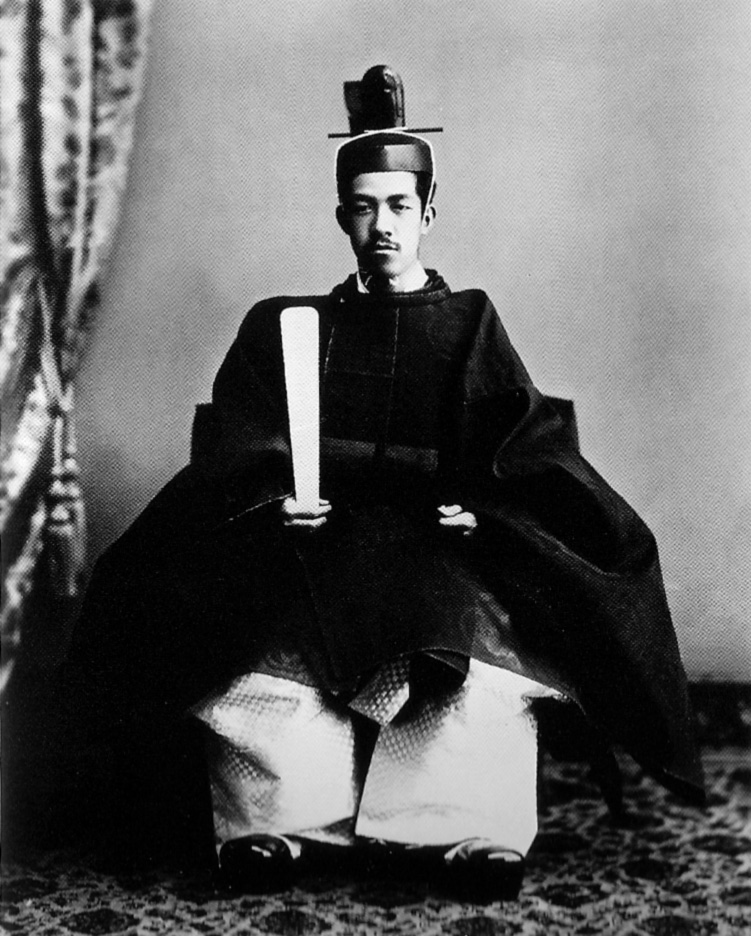
Taishō nel 1900.

Il principe Yoshihito nacque al palazzo di Aoyama a Tokyo, dall'imperatore Meiji e da Yanagiwara Naruko, concubina del Tenno. Secondo l'usanza del tempo venne riconosciuta ufficialmente come sua madre l'imperatrice Shōken, consorte di Meiji, e ricevette il titolo di Haru no miya da suo padre il 6 settembre 1879. Pare che il principe si fosse ammalato di meningite appena tre settimane dopo la sua nascita, malattia che verosimilmente fu la causa dei suoi problemi fisici e mentali: voci non verificate riportano che soffrisse anche di saturnismo, a causa dell'utilizzo di particolari cosmetici da parte della sua nutrice. Nonostante ciò e dopo la morte prematura dei suoi quattro fratelli maggiori, fu nominato erede al trono il 3 novembre 1888.
Secondo l'usanza dell'epoca, durante gli anni della prima infanzia, il principe Yoshihito fu affidato alle cure della famiglia del principe Nakayama Tadayasu fino al compimento del settimo anno d'età. I tutori si presero cura della sua prima educazione all'interno del Gogakumonsho, una speciale scuola all'interno del palazzo di Aoyama che frequentò con alcuni selezionati membri dell'alta aristocrazia di corte.
Nel settembre 1887 il principe incominciò a frequentare la scuola elementare dell'elitario Gakushuin, ma non riuscì a completare il suo corso di studi a causa del cagionevolissimo stato di salute che lo costrinse, per gran parte della sua infanzia, a soggiornare presso zone di mare, specialmente Atami. Sebbene Yoshihito mostrasse attitudini in qualche campo, come ad esempio nell'equitazione, otteneva scarsi risultati in attività operatorio-formali. Lasciò il Gakushuin prima di terminare le scuole medie nel 1894. Il principe aveva da sempre però mostrato interesse e attitudine per l'apprendimento delle lingue che continuò a studiare ricevendo lezioni avanzate di francese, cinese e storia da insegnanti privati al palazzo di Akasaka. Suo padre non tardò ad affidare al principe Takehito le cure del futuro imperatore, e fu così che i due principi instaurarono un rapporto di amicizia.
Il 10 maggio 1900 Yoshihito sposò l'allora quindicenne Kujō Sadako, futura imperatrice Teimei, figlia del principe Kujō Michitaka, capofamiglia delle cinque casate discendenti dei Fujiwara. Ebbe quindi quattro figli: Hirohito, Yasuhito, Nobuhito e Takahito. Si disse che il matrimonio ebbe effetti positivi sulle sue condizioni fisiche e poco tempo dopo egli intraprese un viaggio itinerante per il paese, una delle prime volte nella storia del Giappone in cui le persone comuni poterono entrare in diretto contatto con un principe erede al trono.
Nel 1906 Yoshihito commissionò un radicale rinnovamento della sua residenza ufficiale (presso il palazzo di Akasaka) secondo i canoni dello stile rococò europeo. Nel 1907 il principe visitò la Corea accompagnato dall'ammiraglio Tōgō Heihachirō, dal generale Katsura Tarō e dal principe Arisugawa Taruhito. Fu questa la prima volta in cui un principe imperiale, erede al trono, uscì dal Giappone. In quest'occasione incominciò lo studio del coreano ma non ne acquisì mai conoscenze approfondite.
Yoshihito era un ammiratore del Kaiser Guglielmo II, al punto da imitare il suo idolo nel modo di vestire e nei classici baffi.

### Gli anni di regno
Il 30 luglio 1912 moriva l'imperatore Meiji e Yoshihito gli successe al trono con la proclamazione dell'inizio dell'era Taishō. Il nuovo sovrano, estremamente diverso sia nell'aspetto sia nella personalità dal suo carismatico predecessore, venne tenuto il più possibile fuori dalla scena pubblica. Yoshihito, come del resto il figlio Hirohito, era cresciuto nel rispetto e nella venerazione per il padre Meiji, inevitabilmente condizionato dall'enorme responsabilità come imperatore-dio del Sol Levante. Ma durante tutta la sua vita soffrì di vari problemi neurologici che verso l'inizio degli anni venti gli impedirono di svolgere le sue funzioni pubbliche. Il popolo era ignaro delle condizioni di salute del suo imperatore.
È molto noto l'episodio in cui, all'apertura della Dieta imperiale del 1913, una delle rare occasioni in cui si presentò in pubblico, si dice che Taishō arrotolò le carte del suo discorso di inaugurazione a formare un cannocchiale con cui scrutò i banchi dei deputati. Sebbene questo episodio venga spesso citato da molti a prova della sua condizione mentale patologica, altri affermano che il Tenno stesse controllando che i fogli in questione fossero stati arrotolati a dovere in quanto aveva difficoltà nell'articolazione dei movimenti delle mani.
Durante il regno di Taishō, scoppiò in Europa la prima guerra mondiale, che permise all'Impero giapponese di espandersi ulteriormente includendo tra i suoi domini le ex colonie tedesche dell'Oceano Pacifico centrale (Isole Caroline, Isole Marianne e Palau) e quelle sul continente asiatico, ovvero il porto di Tsingtao nella penisola dello Shandong in Cina. Il Giappone fu quindi riconosciuto come una delle grandi potenze nel nuovo ordine mondiale fondando ed entrando a far parte della Società delle Nazioni.
Dopo il 1919 Taishō rinunciò definitivamente alla vita pubblica e il principe ereditario Hirohito assunse le funzioni imperiali e il titolo di reggente nel novembre 1921. Morì per un attacco di cuore alle ore 1:25 del 25 dicembre 1926 al palazzo imperiale di Hayama nella prefettura di Kanagawa.

### La "democrazia diretta" Taishō

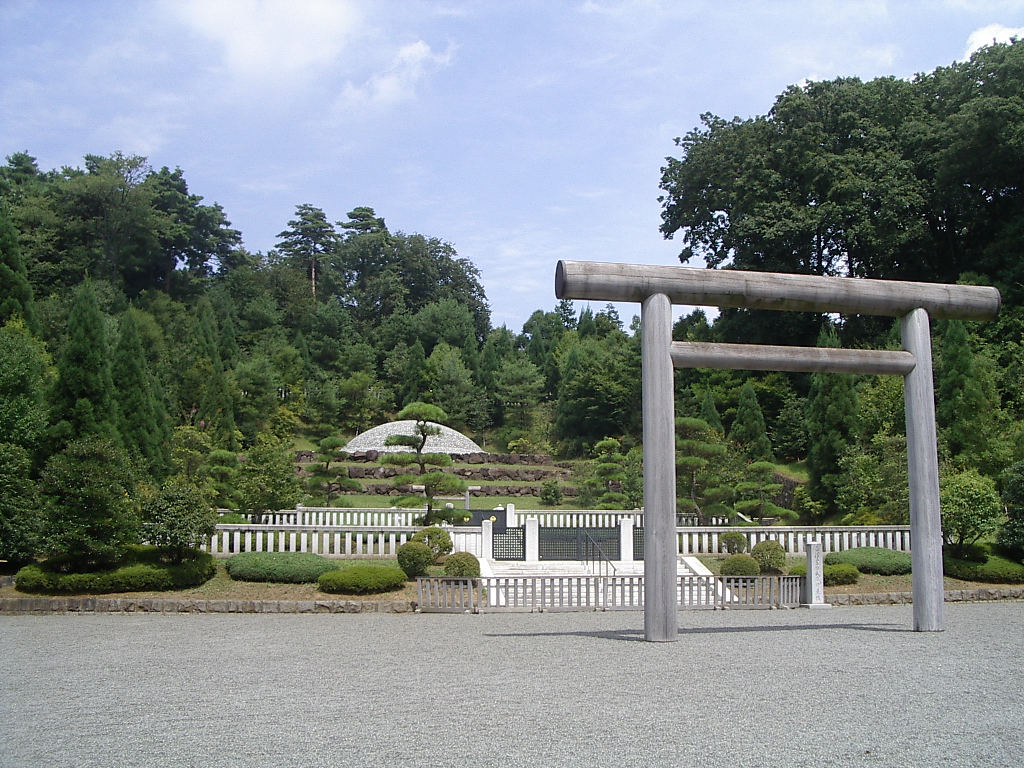
Il mausoleo dell'imperatore Taishō nel Musashi Imperial Graveyard.

Il regno di Taishō fu caratterizzato da rilevanti novità che interessarono il panorama politico giapponese degli anni venti. Dopo il Rinnovamento Meiji e la vera e propria rivoluzione sociale, la politica del paese era riuscita a consolidare un sistema equilibrato di partiti politici fortemente basato sul compromesso che garantì anni di stabilità e alternanza delle maggiori forze partitiche sul controllo dei seggi alla Dieta imperiale. Gli uomini più rappresentativi di questo periodo furono spesso genrō, membri dell'oligarchia Meiji o loro pupilli. Molti storici si sono più volte riferiti a questo aspetto politico del Giappone degli anni venti come democrazia Taishō, una fase della storia politica del paese che continuò anche nei primi anni del regno dell'imperatore Showa, anche grazie alla guida dell'ultimo genro superstite Saionji Kinmochi, ma si interruppe bruscamente con la scalata ai vertici del potere della classe militare. Uno dei fatti più rappresentativi del cambiamento di rotta fu l'assassinio del primo ministro Inukai Tsuyoshi, nell'incidente del 15 maggio 1932, che segnò la fine del controllo politico civile in merito alle decisioni dell'esecutivo sino alla fine della seconda guerra mondiale.
Il governo Taishō non tenne mai fede ai suoi ideali liberali. Chi era al comando apparteneva alla stessa oligarchia che aveva dominato l'era Meiji e aprì la strada a uno dei periodi più autoritari della storia giapponese: un'aristocrazia conservatrice, politici ultranazionalisti e grossi interessi. Le aziende maggiori prosperavano grazie alla militarizzazione.